# Singuläre Umbilikalarterie

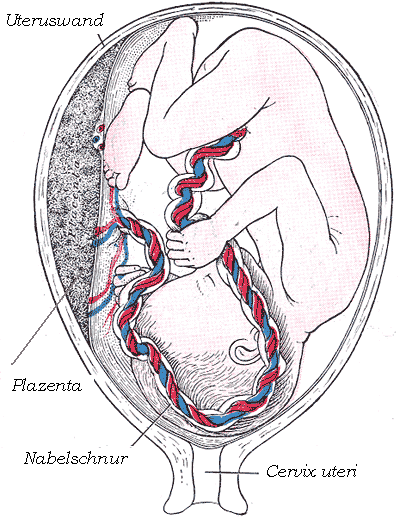
Embryo in utero. Die Nabelschnur ist farblich markiert.

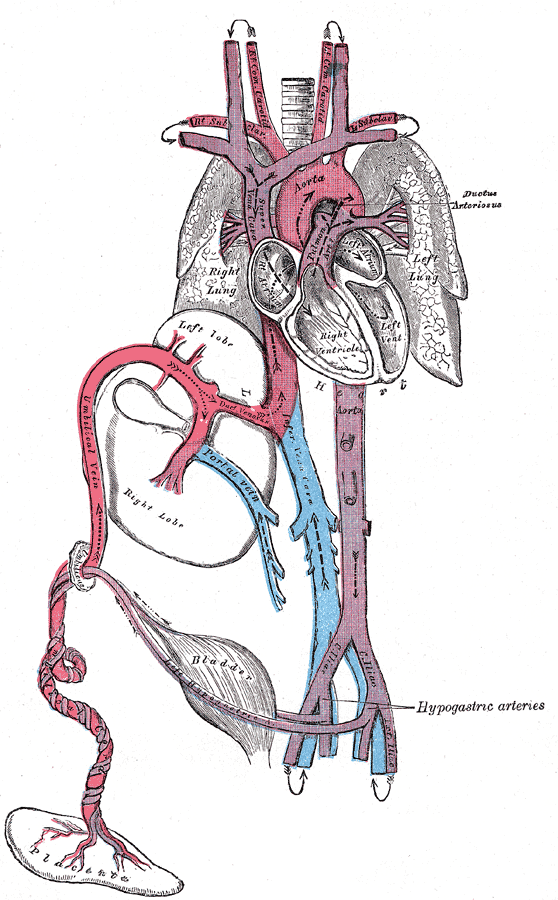
Fetaler Blutkreislauf

Als Singuläre Umbilikalarterie (SUA)(Vasa praevia), auch singuläre Nabelschnurarterie (sNSA), bezeichnet man eine Variante oder Anomalie der Nabelschnur beim menschlichen Fetus. Bei der Ultraschallbetrachtung sind im Querschnitt, insbesondere bei der Doppler-Sonographie, nur eine Nabelvene und eine Nabelarterie zu erkennen, statt der üblichen zwei Nabelarterien.

## Verbreitung
Die SUA kommt in durchschnittlich einer von 100 Schwangerschaften vor und ist somit die häufigste Abnormalität der Nabelschnur. Bei rund 70 % der Feten fehlt die rechte, bei 30 % die linke Nabelarterie.
Vor Einführung der Ultraschalltechnologie wurde die SUA höchstens nach der Geburt bei der Untersuchung der Plazenta festgestellt. Da die große Mehrheit der werdenden Mütter weltweit auch heute nicht mit den fortgeschrittenen Technologien untersucht werden, die nötig sind, um das Vorliegen einer SUA in utero zu bestätigen, ist davon auszugehen, dass die meisten Fälle auch heute erst nach der Geburt erkannt werden.

## Klinische Erscheinungen

### Isolierter Befund
Das Vorkommen der SUA stellt einen Risikofaktor für weitere Komplikationen dar, dennoch haben der überwiegende Teil der Babys weder Probleme während der Schwangerschaft noch nach der Geburt. Besonders gilt dies, wenn in der Sonographie keine weiteren Softmarker für Fehlbildungen sichtbar sind. In einer Studie der Universität Lübeck war die SUA bei 57,8 % von 102 untersuchten Feten ein isolierter Befund und nicht mit einer Aneuploidie verbunden, im Durchschnitt von vier Studien lag der Wert bei sogar bei 68,1 %, bei einer Studie in den USA von 2010 mit 643 Fällen bei 65,9 %. In der Studie aus Lübeck waren alle Kinder dieser Gruppe (59) phänotypisch gesund bei der Geburt. Die durchschnittliche Schwangerschaftsdauer lag bei 38,4 Wochen und die Kinder waren somit „termingeboren“. Das durchschnittliche Geburtsgewicht der Neugeborenen dieser Gruppe lag bei 3047 Gramm und war somit normal. 10,2 % dieser Neugeborenen waren relativ klein („Small for Gestational Age“).

### Softmarker für Komplikationen
In der Studie der Universität Lübeck waren bei 43 von 102 der Feten mit SUA diverse kongenitale Anomalien feststellbar.
Schäden im Chromosomensatz wurden bei 10 der 102 festgestellt. Alle 10 Fälle wurden aufgrund erheblicher Fehlbildungen bereits im Ultraschall diagnostiziert. Die Autoren der Studie empfehlen „in Übereinstimmung mit den meisten Autoren“ vor allem die Sonographie als diagnostisches Mittel, um weitere Anomalien, insbesondere Trisomie 13 und 18 auszuschließen. Eine Fruchtwasseruntersuchung und Analyse des Karyotyps empfehlen sie nur, wenn bereits bei der Sonographie weitere Anomalien gefunden wurden.
Die Rate der Fehlgeburten lag bei 25,5 % der diagnostizierten SUAs, wobei ausschließlich Feten mit anderen Anomalien zusätzlich zum SUA betroffen waren.
Eine einzelne Arterie in der Nabelschnur gilt als Sonografischer Softmarker für:
- Edwards-Syndrom (Trisomie 18) / 5 Fälle in der Studie der Universität Lübeck mit 102 SUAs
- Pätau-Syndrom (Trisomie 13) / 2 Fälle in der Studie der Universität Lübeck mit 102 SUAs
- Trisomie 9
- Pallister-Killian-Syndrom
- VACTERL-Assoziation
- Herzfehler (in 6,25 %)[4]
- Fehlbildungen im Bereich des Urogenitaltraktes, insbesondere der Nieren, auch  Nierenagenesie (in ca. 6,48 % der Fälle)[4]

Eine Studie der FU Berlin, in der 362 Feten mit einer einzelnen Nabelschnurarterie einbezogen wurden, ergab, dass sich Begleitfehlbildungen und Chromosomenanomalien bei einer einzelnen Nabelschnurarterie mit großer Sicherheit pränatal diagnostizieren lassen, und dass bei unauffälligen Befunden in der qualifizierten Ultraschalluntersuchung das Risiko übersehener Fehlbildungen gering ist.

## Untersuchungsmethoden
In Deutschland werden nach Entdeckung einer SUA im Ultraschall regelmäßige Wiederholungsuntersuchungen empfohlen, um das Wachstum des Fetus während der Schwangerschaft zu überwachen und mögliche Fehlbildungen zu erkennen. Auch postnatal werden die Kinder sorgfältig untersucht, um mögliche Anomalien auszuschließen. Eine Fruchtwasserpunktion zur Chromosomenanalyse wird nur bei einem großen Sicherheitsbedürfnis der Schwangeren empfohlen.